# Астли, Джо
Джон Эмма́ньюэл А́стли (англ. John Emmanuel Astley; апрель 1899 — октябрь 1967), более известный как Джо А́стли (англ. Joe Astley) — английский футболист, защитник.  

## Биография
Уроженец Дадли, Астли начал футбольную карьеру в клубе «Крэдли Хит». Защитника заметили скауты «Манчестер Юнайтед», и в августе 1924 года он перешёл в этот клуб. В основном составе «красных» Джо дебютировал 17 марта 1926 года в матче Первого дивизиона против «Болтон Уондерерс» на стадионе «Бернден Парк», в котором «Юнайтед» проиграл со счётом 3:1. Через год он провёл свой второй (и последний) матч за «Юнайтед»: это произошло 30 апреля 1927 года на стадионе «Олд Траффорд», когда «Манчестер Юнайтед» сыграл безголевую вничью с «Сандерлендом».
В июне 1928 года перешёл в «Ноттс Каунти». В сезоне 1928/29 провёл за клуб 4 матча во Втором дивизионе.